# Quwo
Quwo, tidigare romaniserat Küwo, är ett härad som lyder under Linfens stad på prefekturnivå i Shanxi-provinsen i norra Kina.